# أفيري سكينر
أفيري سكينر (بالإنجليزية: Avery Skinner)‏ هو سياسي أمريكي، ولد في 9 يونيو 1796، وتوفي في 24 نوفمبر 1876. حزبياً، نشط في الحزب الديمقراطي. وقد انتخب عضو جمعية ولاية نيويورك وانتخب عضو مجلس ولاية نيويورك.